# 清正くん
清正くん（きよまさくん）は、熊本県の加藤清正公生誕450年・没後400年記念事業のマスコットキャラクター・ゆるキャラ。
加藤清正が生誕して450年、没して400年の節目の年を迎える平成22年（2010年）・23年（2011年）を迎えるにあたって、加藤清正公を讃え、広めるために行われている記念事業のゆるキャラで、ひこにゃんを凌ぐ日本全国から3018通のうち最多の141通であった「清正くん」に平成21年（2009年）2月に命名された。
熊本県内をはじめ全国、特に蔚山広域市をはじめとする韓国との平和交流、生まれの妙行寺、山形県庄内の顕彰会などとも交流をしており、様々なイベントに参加し、人気を博している。
好物は熊本の名産であるナス・トマト・メロン。
特技はダンス。
頭は熊本県の清流と豊富な地下水をイメージした青、服は熊本県の阿蘇山をイメージした赤、胸には虎退治で有名な片鎌槍のバッジを付けている。